# Colinas Larsemann

As colinas Larsemann são uma série de colinas costeiras sem gelo baixas e arredondadas junto ao litoral sudeste da baía Prydz. As colinas se estendem da direção oeste por 9 milhas da geleira Dalk. Foram descobertas em fevereiro de 1935 pelo Capitão Klarius Mikkelsen do navio baleeiro Thorshavn, enviado pelo magnata baleeiro norueguês Lars Christensen que deu a essas este nome.